# Dusona sarojinae
Dusona sarojinae là một loài tò vò trong họ Ichneumonidae.